# Сарнув (Ласький повіт)
Сарнув (пол. Sarnów) — село в Польщі, у гміні Відава Ласького повіту Лодзинського воєводства.
Населення — 73 особи (2011).
У 1975-1998 роках село належало до Серадзького воєводства.

## Демографія
Демографічна структура станом на 31 березня 2011 року:
|          | Загалом | Допрацездатний вік | Працездатний вік | Постпрацездатний вік |
| -------- | ------- | ------------------ | ---------------- | -------------------- |
| Чоловіки | 37      | 6                  | 24               | 7                    |
| Жінки    | 36      | 4                  | 18               | 14                   |
| Разом    | 73      | 10                 | 42               | 21                   |